# Sonnenfinsternis vom 25. Dezember 2000
Die partielle Sonnenfinsternis vom 25. Dezember 2000 war die letzte von vier partiellen Finsternissen im Jahr 2000 und zugleich die letzte von insgesamt 228 Sonnenfinsternissen im 20. Jahrhundert. Als einzige der vier Sonnenfinsternisse des Jahres 2000 war sie von relativ dichtbesiedelten Gebieten (USA und Mexiko) bequem zur Mittagszeit zu beobachten. Allerdings wurde ihre maximale Phase erst horizontnah im dünnbesiedelten Nordkanada erreicht.